# ヨネヤマサトシ
ヨネヤマサトシ（1977年1月2日 - ）は、日本の俳優である。

## 来歴・人物
2004年、新宿梁山泊に入団し、舞台で研鑽を積む。一癖ある役どころで印象を残す。その後、映画「任侠学園」や、NHKドラマ「タリオ 復讐代行の2人」などの映像作品の一癖ある役どころで印象を残す。
また、東京・高田馬場にて「よねやまのぶたやき」を経営している。

## 主な出演作品

### テレビドラマ
- あなたの知るかもしれない世界（2012年、フジテレビ）
- 99.9-刑事専門弁護士- 第10話（2016年6月19日、TBS） - 警備員 役
- ピュア! 〜一日アイドル署長の事件簿〜（2019年、NHK）
- おカネの切れ目が恋のはじまり（2020年、TBS） - 楽器店店員 役
- タリオ 復讐代行の2人（(2020年、NHK） - 南田のぞむ 役
- シェフは名探偵（2021年、テレビ東京） - 先輩料理人 役
- 今日からヒットマン（2023年、テレビ朝日） - 男A 役

### 配信ドラマ
- 革命ステーション5＋25（2009年、LISMO Video）
- さらば、銃よ 警視庁特別銃装班 第5話（2023年4月14日、Lemino） - 構成員F 役